# Aymen Mejri
Pour les articles homonymes, voir Mejri.
Aymen Mejri, né le 16 août 1988 à Tunis, est un rameur d'aviron tunisien. 

## Carrière
Aymen Mejri obtient aux championnats d'Afrique 2010 à Tunis la médaille d'or en skiff poids légers. Il dispute ensuite les Jeux olympiques d'été de 2012 à Londres ; il est éliminé des épreuves de repêchage des qualifications pour la finale A du skiff.
Aymen Mejri est médaillé d'argent en skiff ainsi qu'en skiff poids légers aux championnats d'Afrique 2012 à Alexandrie, puis médaillé d'or en skiff poids légers et médaillé d'argent en skiff aux championnats d'Afrique 2013 à Tunis.
Il obtient aux championnats d'Afrique 2014 à Tipaza la médaille d'argent en skiff ainsi qu'en skiff poids légers,.